# Gdańsk Kanał Kaszubski
Gdańsk Kanał Kaszubski – stacja towarowa w Gdańsku, na osiedlu Przeróbka, w województwie pomorskim, w Polsce. Została otwarta w 1905 w celu obsługi nabrzeża położonego wzdłuż Kanału Kaszubskiego w porcie morskim w Gdańsku. Przy stacji znajduje się nieczynny prom kolejowy prowadzący na wyspę Ostrów. 
Stacja połączona jest z siecią kolejową przez zelektryfikowany tor łączący numer 965 (o długości 3,499 kilometra), wiodący przez dzielnicę Przeróbka do linii kolejowej numer 226, z którą łączy się przed mostem obrotowym na Martwej Wiśle. Tory te zapewniają również dojazd do Zakładów Naprawczych Taboru Kolejowego i Miejskiego w Gdańsku.

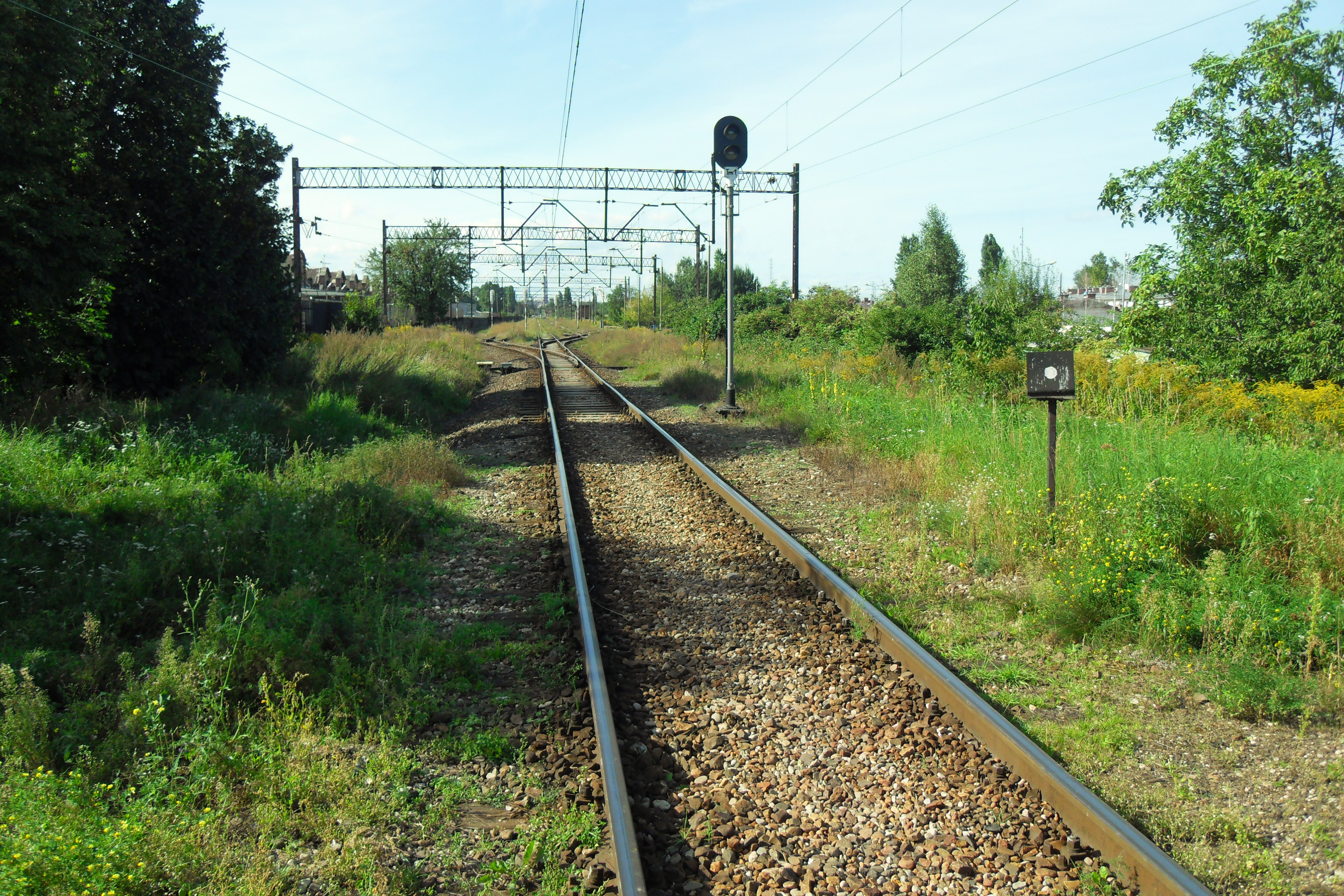
Łącznica numer 965